# Cybalomia
Cybalomia är ett släkte av fjärilar. Cybalomia ingår i familjen Crambidae.

## Bildgalleri

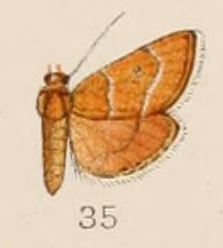
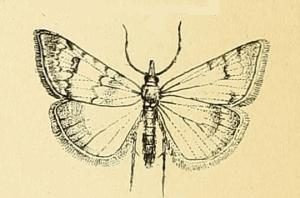
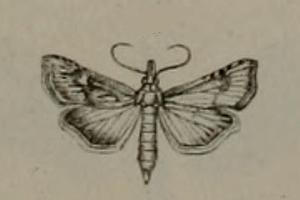

## Dottertaxa tillCybalomia, i alfabetisk ordning[1]
- Cybalomia affinis
- Cybalomia albilinealis
- Cybalomia apicalis
- Cybalomia arenalis
- Cybalomia arenosalis
- Cybalomia arvalis
- Cybalomia azzalana
- Cybalomia bimedia
- Cybalomia biskralis
- Cybalomia cataclystalis
- Cybalomia cervinalis
- Cybalomia claralis
- Cybalomia cruzae
- Cybalomia dentilinealis
- Cybalomia dulcinalis
- Cybalomia extorris
- Cybalomia fenestrata
- Cybalomia fractilinealis
- Cybalomia fulvomixtalis
- Cybalomia funesalis
- Cybalomia gratiosalis
- Cybalomia gyoti
- Cybalomia haplodes
- Cybalomia haplogramma
- Cybalomia intermedialis
- Cybalomia lactealis
- Cybalomia ledereri
- Cybalomia leucatalis
- Cybalomia lutosalis
- Cybalomia nigralis
- Cybalomia obscura
- Cybalomia opistoleuca
- Cybalomia pentadalis
- Cybalomia pulverealis
- Cybalomia quadristrigalis
- Cybalomia rivasalis
- Cybalomia seghiralis
- Cybalomia senekai
- Cybalomia simplex
- Cybalomia simplicialis
- Cybalomia triplacogramma